# Winifred (heilige)

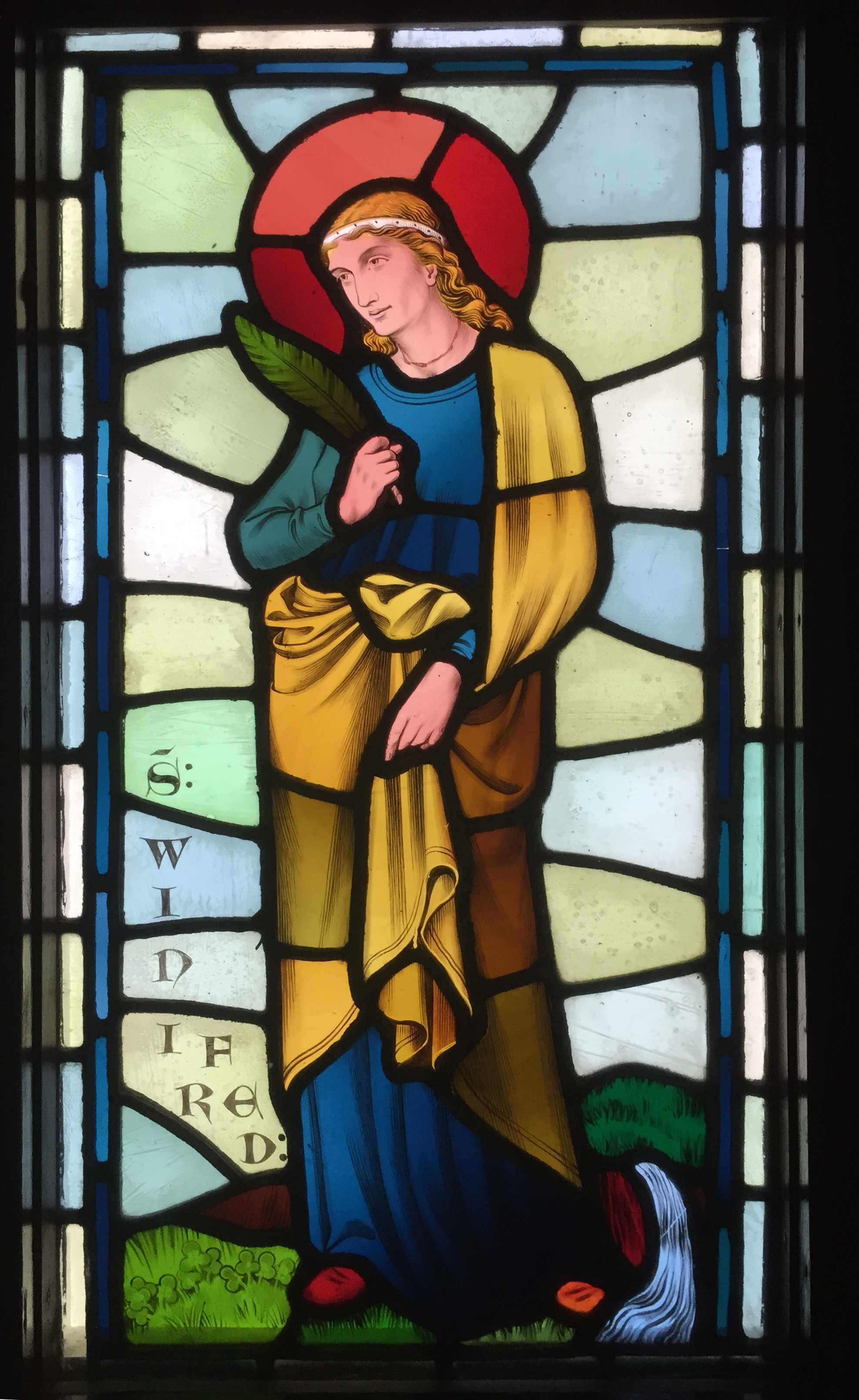
Sint-Winifred, afgebeeld in een glas-in-loodraam in kasteel Coch in Cardiff, door William Burges

Winifred   of Winefride  († ca 650) was een vrouwelijke heilige uit Wales.

## Achtergrond
Winefride (ook Winifred) van Holywell, Clwyd, Wales was martelares. Haar feestdag is 3 november. Haar vader zou uit Wales afkomstig zijn geweest. Hij heette Tenyth. Haar oom was Beuno, later een van de grote heiligen uit Wales. Hij zou stichter worden van verschillende kloosters. Tenyth vroeg dan ook aan Beuno of hij zorg wilde dragen voor de opvoeding van zijn dochter. Ze bleek een goede leerling. Met als gevolg dat zij het plan opvatte om voortaan als maagd in dienst van God te leven, wat door haar ouders met vreugde werd begroet. Sint-Beuno bouwde daarop een kerkje alsmede voor zichzelf een cel in de buurt van haar woning. Op een zondag echter, toen haar ouders en het personeel naar de kerk waren, kreeg ze onverwacht onwelkom bezoek van een jongeman van koninklijken bloede, Caradog genaamd. Hij probeerde haar te overweldigen. Winefride wist zich los te werken en vluchtte dwars door het huis door de achterdeur naar buiten in de richting van de kerk. Caradog ging achter haar aan en wist haar juist op de drempel van de kerk te pakken te krijgen.
Nu zijn er twee verschillende versies over wat Caradog op dat moment precies deed. Het ene verhaal zegt dat hij haar met zijn dolk aan haar keel verwondde. Het bloed vloeide over de grond; op die plaats opende zich de rotsbodem en er spoot een fontein van water omhoog. Het andere verhaal zegt dat Caradog met één enkele houw van zijn zwaard Winefride het hoofd afsloeg. Haar bloed bevlekte de grond; haar hoofd rolde naar de kerkdeur toe, en water stroomde over de rotsbodem. De bezoekers in de kerk kwamen op het lawaai naar buiten gerend. Toen Sint-Beuno overzag wat er gebeurd was, nam hij het hoofd van de heilige maagd en plaatste het weer op haar romp. Door zijn gebed werden hoofd en lichaam weer met elkaar verbonden; er bleef alleen een wittige streep op haar hals achter als zichtbaar teken van wat er gebeurd was. Vervolgens vervloekte Sint-Beuno Caradog, waarop de aarde zich opende en de jongeman verzwolg. Tot op de dag van vandaag staat er op die plaats een kapel, waar een bron nog steeds voor water zorgt. Het is een geliefd pelgrimsoord. Zij wordt afgebeeld met een staf (teken dat ze abdis was), met de martelaarspalm, en met de (wittige) streep op haar hals. Zij is patrones van Noord-Wales. Zij wordt speciaal vereerd in Gwytherin in Wales, en in Holywell.

## Voorkomen in literatuur
Diverse verhalen van Ellis Peters over broeder Cadfael hebben deels de verering van deze heilige tot onderwerp. O.a. het verhaal Het heilige vuur, waarin de overbrenging van haar gebeente van Gwytherin naar Shrewsbury voorkomt. Daadwerkelijk heeft een prior Robert van Shrewsbury in 1138 een  vita ( heiligenleven) van haar geschreven, kort na de aankomst van haar gebeente. Dit heiligenleven werd in 1485 voor het eerst vertaald uit het Latijn naar het Engels door William Caxton en opnieuw in 1635 door de jesuiet John Falconer.  In 1540 is de reliekschrijn verloren gegaan.